# Lytorhynchus
Lytorhynchus is een geslacht van slangen uit de familie toornslangachtigen (Colubridae) en de onderfamilie Colubrinae.

## Naam en indeling
De wetenschappelijke naam van de groep werd voor het eerst voorgesteld door Wilhelm Peters in 1862.
Er zijn zes soorten, een aantal soorten werd eerder aan andere geslachten toegeschreven, zoals Heterodon en het niet meer erkende Acontiophis.

### Soorten
Het geslacht omvat de volgende soorten, met de auteur en het verspreidingsgebied.
| Naam                    | Auteur                          | Verspreidingsgebied |
| ----------------------- | ------------------------------- | --- |
| Lytorhynchus diadema    | Duméril, Bibron & Duméril, 1854 | Mauritanië, Marokko, Algerije, Tunesië, Libië, Egypte, Niger, Israël, Jordanië, Syrië, Irak, Saoedi-Arabië, Oman, Iran, Verenigde Arabische Emiraten, Koeweit, Oman |
| Lytorhynchus gasperetti | Leviton, 1977                   | Saoedi-Arabië |
| Lytorhynchus kennedyi   | Schmidt, 1939                   | Syrië, Jordanië, mogelijk in Irak |
| Lytorhynchus maynardi   | Alcock & Finn, 1897             | Pakistan, Afghanistan, Iran |
| Lytorhynchus paradoxus  | Günther, 1875                   | Pakistan, India |
| Lytorhynchus ridgewayi  | Boulenger, 1887                 | Turkmenistan, Oezbekistan, Iran, Afghanistan, Pakistan |

## Verspreiding en habitat
De soorten komen voor in delen van Azië, het Midden-Oosten en noordelijk Afrika en leven in de landen Mauritanië, Marokko, Algerije, Tunesië, Libië, Egypte, Niger, Israël, Jordanië, Syrië, Irak, Saoedi-Arabië, Oman, Iran, Verenigde Arabische Emiraten, Koeweit, Oman, Pakistan, Afghanistan, Iran, India, Turkmenistan, Oezbekistan en Afghanistan.
De habitat bestaat uit scrubland, rotsige omgevingen en relatief warme woestijnen.

## Beschermingsstatus
Door de internationale natuurbeschermingsorganisatie IUCN is aan vier soorten een beschermingsstatus toegewezen. Drie soorten worden gezien als 'veilig' (Least Concern of LC) en een soort als 'onzeker' (Data Deficient of DD).